# Steven Sevillano
Steven Sevillano Ríos (Huaraz, Áncash) es un ecólogo, docente e investigador peruano. Está asociado al Laboratorio de Ornitología de Cornell. Investiga, entre otros temas, la ecología de las aves asociadas a los bosques de Polylepis spp.
Es licenciado en Biología por la Universidad Peruana Cayetano Heredia (UPCH) y cuenta con una maestría (2016) y un doctorado en Ciencias de la Conservación y Recursos Naturales por la Universidad Cornell, en EE. UU., gracias a una beca del Consejo Nacional de Ciencia, Tecnología e Innovación Tecnológica (CONCYTEC). Su tesis de maestría fue sobre la diversidad, ecología y conservación de las aves en los bosques de Polylepis en la Cordillera Blanca, en Áncash, Perú.
Ha participado en estudios de investigación para la identificación de zonas prioritarias para la conservación en los departamentos de Junín, Cuzco, Madre de Dios y Puno en conjunto con instituciones como la Universidad Metropolitana de Manchester, el Instituto de Montaña y Wildlife Conservation Society (WCS).
Actualmente es docente de postgrado en la Universidad San Martín de Porres en Lima.

## Reconocimientos
- 2013. Beca Fulbright para estudiar en la Universidad Cornell (Comisión Fulbright)[6]
- 2015. Bergstrom Award (The Association of Field Ornithologists)[7]

## Publicaciones
Nota: Esta es una lista de los tres trabajos científicos más citados del investigador; para revisar el listado completo revise el perfil del investigador en Google Scholar.
- Lloyd, Huw; Sevillano Ríos, Steven; Marsden, Stuart J.; Valdés-Velásquez, Armando (2012). «Bird community composition across an Andean tree-line ecotone: ANDEAN TREE-LINE bird communities». Austral Ecology (en inglés) 37 (4): 470-478. doi:10.1111/j.1442-9993.2011.02308.x.
- Sevillano-Ríos, C. Steven; Rodewald, Amanda D. (2017). «Avian community structure and habitat use of Polylepis forests along an elevation gradient». PeerJ (en inglés) 5: e3220. ISSN 2167-8359. PMC 5410164. PMID 28462030. doi:10.7717/peerj.3220.
- Renison, Daniel; Morales, Laura; Cuyckens, Griet A. E.; Sevillano, C. Steven; Cabrera Amaya, Diego M. (2018). «Ecología y conservación de los bosques y arbustales de Polylepis: ¿qué sabemos y qué ignoramos?». Ecología austral 28 (1): 163-174. ISSN 1667-782X.